# Võ Hoàng Yên
Võ Hoàng Yên (sinh ngày 1 tháng 1 năm 1975) là một người hành nghề khám chữa bệnh cho các bệnh nhân bằng phương pháp y học cổ truyền. Ông được quảng bá với khả năng chữa bệnh câm điếc, bại liệt do tai biến bằng phương pháp khí công, bấm huyệt. Vào năm 2021, ông đã bị nhiều bệnh nhân tố giác vì có hành vi lừa đảo, chiếm đoạt tài sản của người bệnh bằng tiền phí lên tới hàng tỷ đồng. Cũng theo các cơ quan chức năng tỉnh Hà Tĩnh và Quảng Ngãi thì những bệnh nhân được ông Yên chữa chưa có ai khỏi bệnh.

## Tiểu sử
Võ Hoàng Yên sinh ngày 1 tháng 1 năm 1975 trong một gia đình có hoàn cảnh khó khăn. Khi còn nhỏ, ông đã được gửi vào chùa Hưng Nghĩa Tự (thị trấn Cái Nước). Ở đó, ông được các thượng tọa chỉ dạy cách trị bệnh bằng phương pháp Y học cổ truyền.
Sau đó, Võ Hoàng Yên được ở các chùa khác để ăn học. Trong thời gian này, ông được học và thực hành nhiều cách chữa bệnh bằng phương pháp y học cổ truyền. Sau nhiều năm bôn ba với nghề khám bệnh, bốc thuốc, ông đã học được các phương pháp trị bệnh theo y học cổ truyền và nghiên cứu thành đề tài riêng trên nền tảng của mình.
Từ ngày 10 tháng 1 năm 2011, ông Yên được chuyển hộ khẩu thường trú từ thị trấn Cái Nước, huyện Cái Nước, tỉnh Cà Mau đến thôn 3, xã Gia An, huyện Tánh Linh, tỉnh Bình Thuận.
Ông Võ Hoàng Yên có bằng tốt nghiệp Trung cấp chuyên nghiệp Y sĩ Y học cổ truyền do Trường Trung cấp Y tế Tuệ Tĩnh Thanh Hóa cấp ngày 14 tháng 7 năm 2017. Sau khi tốt nghiệp, ông Yên đến Trung tâm Y tế Hàm Tân (Bình Thuận) thực hành khám chữa bệnh tại khoa Y học cổ truyền do bác sĩ Lê Trung Nhật hướng dẫn (từ 20 tháng 9 năm 2017 đến 20 tháng 9 năm 2018). Kết thúc thời gian học, ông được Trung tâm Y tế Hàm Tân xác nhận quá trình thực hành chuyên môn: Khám bệnh, chữa bệnh bằng phương pháp Y học cổ truyền.
Ông cũng được Sở Y tế Bình Thuận cấp Chứng chỉ hành nghề số 4390/BTH-CCHN ngày 8 tháng 11 năm 2018 với phạm vi hoạt động: Khám bệnh, chữa bệnh bằng Y học cổ truyền. Hai cơ sở khám bệnh, chữa bệnh Y học cổ truyền (được Sở Y tế Bình Thuận cấp Giấy phép hoạt động), nơi Võ Hoàng Yên đăng ký làm việc là Phước Thiện Hưng An Tự ở xã Gia An, huyện Tánh Linh và Phước Thiện Hưng Nghĩa Tự tại thị trấn Tân Nghĩa, huyện Hàm Tân. Tại cơ sở Phước Thiện Hưng An Tự, ông Yên làm việc từ ngày 20 đến ngày 30 hàng tháng và bắt đầu từ tháng 11 năm 2018 đến nay. Còn tại phòng thuốc nam Phước Thiện Hưng Nghĩa Tự ông Yên tham gia làm việc từ ngày 10 đến ngày 20 hàng tháng và bắt đầu từ tháng 1 năm 2019 đến nay.
Ngoài ra, Võ Hoàng Yên còn là Giám đốc Công ty Cổ phần Phú Bình Yên, chuyên sản xuất và trồng cao su ở thôn 3, xã Gia An, huyện Tánh Linh, tỉnh Bình Thuận.

## Phương pháp chữa bệnh
Ban đầu, Võ Hoàng Yên được biết đến là người thường chữa bệnh cho các bệnh nhân bằng phương pháp bấm huyệt và nhiều phương pháp khác. Từ trước tháng 7 năm 2011, do ông Yên chưa có giấy phép hành nghề nên ông chỉ chữa bệnh ở những chùa, nhà dân rộng rãi, đối tượng chữa bệnh là người dân và cách chữa bệnh mang tính từ thiện, miễn phí cho bệnh nhân.
Võ Hoàng Yên nói mình chỉ trị bệnh theo phương pháp khoa học cổ truyền, không hề có yếu tố "thần thánh" gì cả. Ông khẳng định mình đang khám và chữa bệnh theo phương pháp thông thường của đông y, tức khai thông huyệt đạo mang tính khoa học rõ ràng, trong đó có cái của riêng ông do trải nghiệm trước đây. Trong quá trình trị bệnh, ông chỉ giúp bệnh nhân sửa lại khiếm khuyết bằng phương pháp khai thông huyệt đạo trên cơ sở khoa học.

## Bê bối
- Trong hai năm 2009 và 2010, UBND huyện Cái Nước đã ra hai quyết định xử phạt hành chính đối với ông Yên với số tiền 6 triệu đồng vì hành nghề khám chữa bệnh không có giấy phép. Ngày 9 tháng 6 năm 2011, vì ông vẫn chưa có giấy phép khám chữa bệnh nên Phòng Y tế huyện Cái Nước đã phạt hành chính ông lần thứ ba.[16]
- Vào ngày 1 tháng 3 năm 2021, Võ Hoàng Yên đã bị vợ chồng doanh nhân Huỳnh Uy Dũng (Dũng "Lò Vôi") và Nguyễn Phương Hằng tố cáo lừa đảo chiếm đoạt hơn 200 tỷ đồng.[17] Dù bốn ngày sau đó ông Yên đã xin được gửi trả lại số tiền trên, vợ chồng ông Dũng vẫn từ chối và nói rằng sẽ "tố cáo, vạch trần bộ mặt thật của ông ra cho tới cùng".[18][19] Cũng trong tháng 3 cùng năm, Võ Hoàng Yên đã bị tố dàn cảnh chữa bệnh, chữa bệnh không đúng pháp luật,[20] thu tiền của bệnh nhân dù không chữa được bệnh.[19][21]
- Ngày 18 tháng 3 năm 2021, Sở Y tế Bình Thuận ra quyết định thu hồi giấy phép khám chữa bệnh của cơ sở Phước Thiện Hưng Nghĩa Tự (tại thị trấn Tân Nghĩa, huyện Hàm Tân) do bà Lê Thị Thu Hương, người chịu trách nhiệm chuyên môn kỹ thuật, có đơn xin dừng hoạt động. Theo bà Hương thì từ ngày được Sở Y tế cấp phép đến nay cơ sở không hoạt động.[11] Cùng với đó là việc Quảng Ngãi cũng dừng việc mời, cấp phép cho ông Võ Hoàng Yên chữa bệnh vì lý do phương pháp chữa bệnh không khoa học và có dấu hiệu lừa dối, gây hại cho người bệnh.[22]
- Ngày 9 tháng 4 năm 2021, ông Đặng Văn Minh, Chủ tịch UBND tỉnh Quảng Ngãi, cho biết đã ký quyết định hủy bỏ khen thưởng đối với ông Võ Hoàng Yên cùng cộng sự mà tỉnh này đã ký ban hành trước đó.[22]
- Dựa trên lời kể và tố cáo của nhiều nhân chứng được "thần y" Võ Hoàng Yên chữa bệnh thì họ đều cho rằng Võ Hoàng Yên là một kẻ lừa đảo.